# Municipio de Milan (Ohio)
El municipio de Milan (en inglés: Milan Township) es un municipio ubicado en el condado de Erie en el estado estadounidense de Ohio. En el año 2010 tenía una población de 3606 habitantes y una densidad poblacional de 53,76 personas por km².

## Geografía
El municipio de Milan se encuentra ubicado en las coordenadas 41°18′55″N 82°35′47″O / 41.31528, -82.59639. Según la Oficina del Censo de los Estados Unidos, el municipio tiene una superficie total de 67.08 km², de la cual 66,09 km² corresponden a tierra firme y (1,47 %) 0,98 km² es agua.

## Demografía
Según el censo de 2010, había 3606 personas residiendo en el municipio de Milan. La densidad de población era de 53,76 hab./km². De los 3606 habitantes, el municipio de Milan estaba compuesto por el 97,09 % blancos, el 0,67 % eran afroamericanos, el 0,14 % eran amerindios, el 0,39 % eran asiáticos, el 0,44 % eran de otras razas y el 1,28 % eran de una mezcla de razas. Del total de la población el 2 % eran hispanos o latinos de cualquier raza.